# Górgona

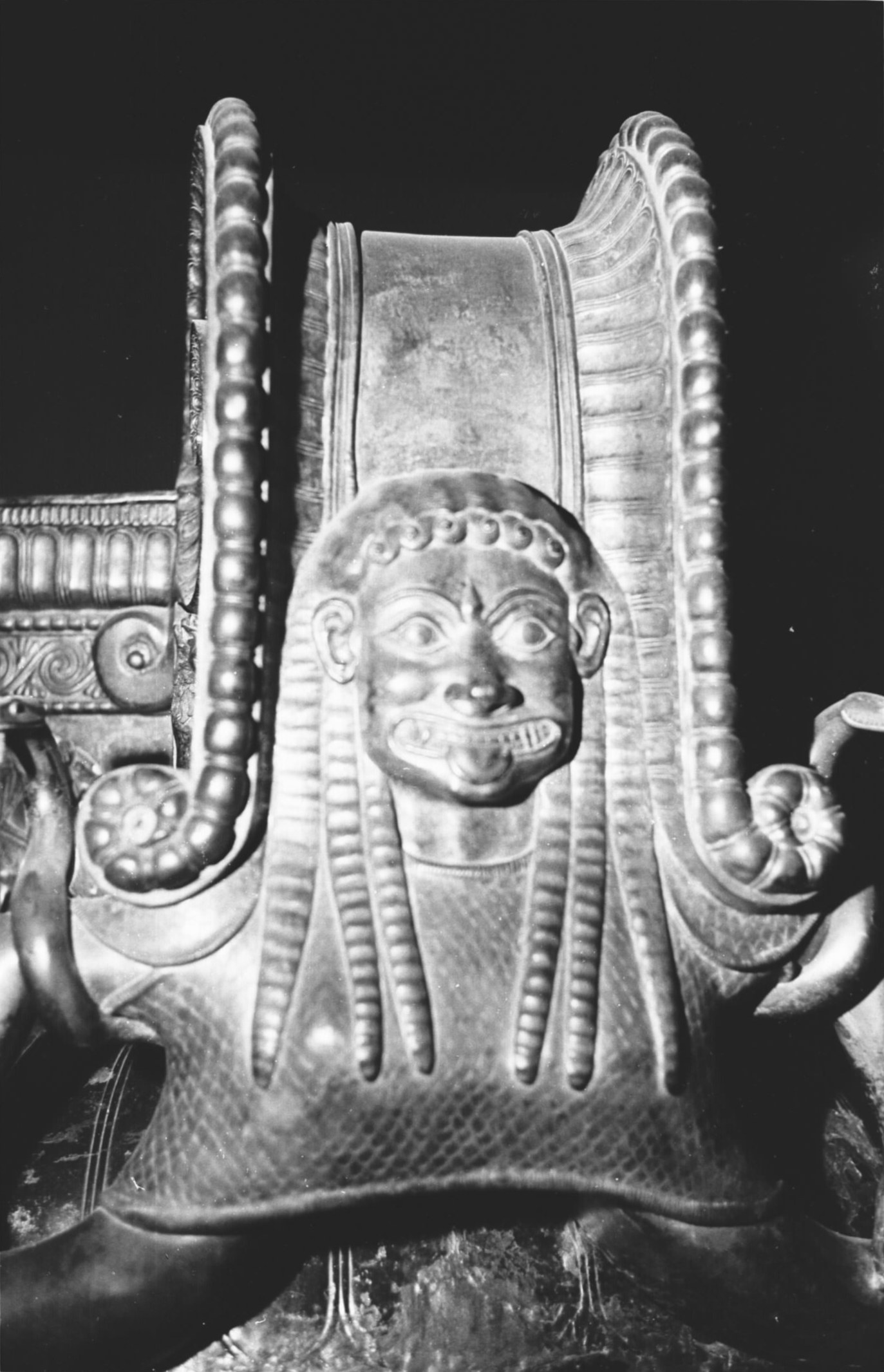
Uma cabeça de Górgona do lado de fora de cada uma das três alças do Vix-krater, do túmulo da Senhora Celta de Vix, 510 a.C.

Uma Górgona (em grego clássico: Γοργών/Γοργώ; romaniz.: Gorgṓn/Gorgṓ) é uma criatura da mitologia grega. As Górgonas aparecem nos primórdios da literatura grega. Embora as descrições de Górgonas variem, o termo mais comumente se refere a três irmãs que são descritas como tendo cabelos feitos de cobras vivas e venenosas e rostos horríveis que transformavam em pedra aqueles que as viam. Tradicionalmente, duas das Górgonas, Esteno e Euríale, eram imortais, mas sua irmã Medusa não era e foi morta pelo semideus e herói Perseu.

## Etimologia
O nome deriva da palavra grega antiga gorgós (γοργός), que significa 'sombrio ou terrível', e parece vir da mesma raiz da palavra sânscrita garjana (गर्जन), que significa um som gutural, semelhante ao rosnado de uma besta, possivelmente originando-se como uma onomatopeia.

## Origens
Vários estudiosos dos primeiros clássicos interpretaram o mito da Medusa como uma memória quase histórica ou "sublimada" de uma invasão real.
A lenda de Perseu decapitando Medusa significa, especificamente, que "os helenos invadiram os principais santuários da deusa" e "despojaram suas sacerdotisas de suas máscaras de Górgona", sendo estas últimas faces apotropaicas usadas para assustar os profanos.

Ou seja, ocorreu no início do século XIII a.C. uma verdadeira ruptura histórica, uma espécie de trauma sociológico, que ficou registrado nesse mito, assim como o que Freud chama de conteúdo latente de uma neurose está registrado no conteúdo manifesto de um sonho: registrado, mas oculto, registrado no inconsciente, mas desconhecido ou mal interpretado pela mente consciente.
      — J. Campbell (1968)
Enquanto procuram as origens, outros sugeriram o exame de algumas semelhanças com a criatura babilônica, Humbaba, no épico de Gilgamés.

## Perseu e Medusa

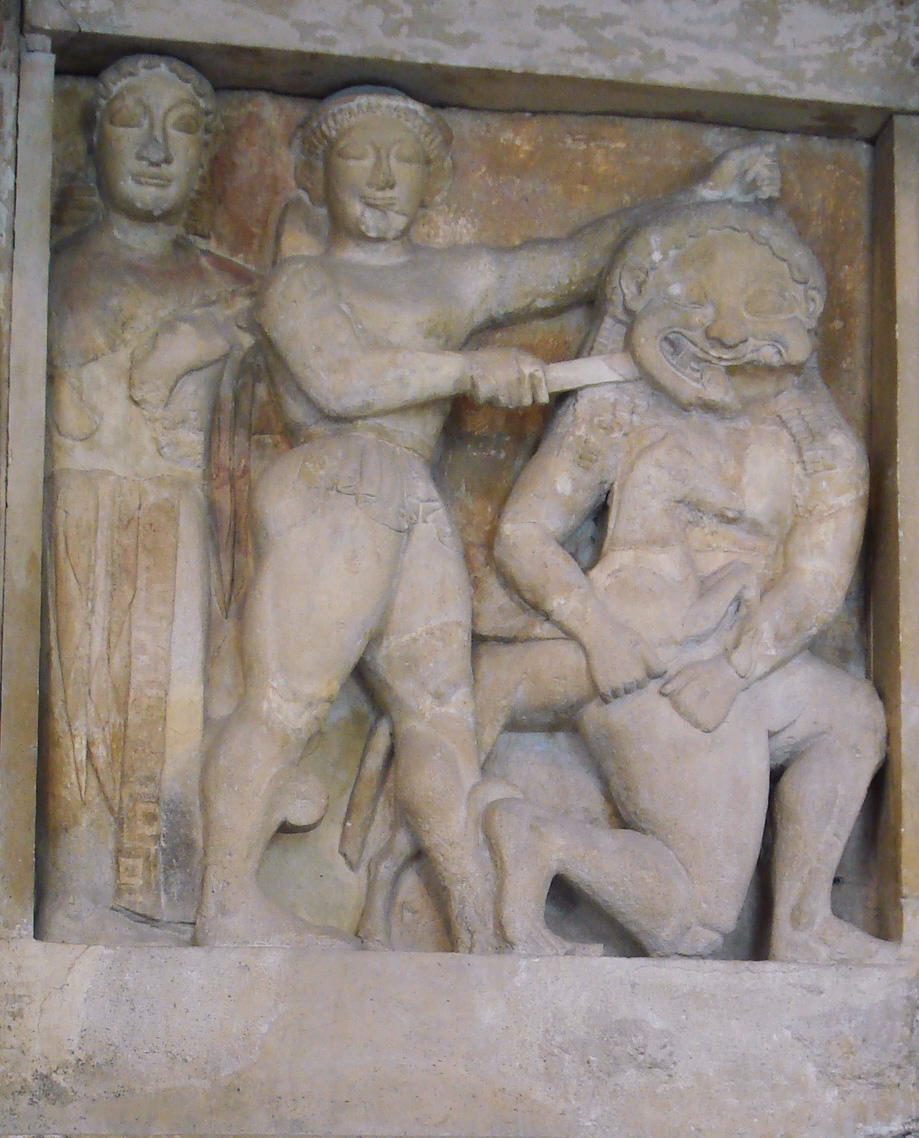
Perseu matando Medusa, século 6 a.C

Nos mitos tardios, Medusa era a única das três Górgonas que não era imortal. O rei Polidectes enviou Perseu para matar Medusa na esperança de tirá-lo do caminho, enquanto ele perseguia a mãe de Perseu, Dânae. Alguns desses mitos relatam que Perseu estava armado com uma foice de Hermes e um espelho (ou escudo) de Atena. Perseu poderia seguramente cortar a cabeça de Medusa sem virar pedra olhando apenas para seu reflexo no escudo. Do sangue que jorrou de seu pescoço e caiu no mar, nasceram Pégaso e Crisaor, seus filhos com Posídon. Outras fontes dizem que cada gota de sangue se tornou uma cobra. Alguns dizem que Perseu deu a cabeça, que reteve o poder de transformar em pedra todos os que olhassem para ela, para Atenas. Ela então o colocou no escudo espelhado chamado Égide e o deu a Zeus. Outra fonte diz que Perseu enterrou a cabeça no mercado de Argos.
De acordo com outros relatos, ele ou Atena usaram a cabeça para transformar Atlas em pedra, transformando-o na Cordilheira do Atlas que sustentavam o céu e a terra. Ele também usou a Górgona contra Ceto (ao salvar Andrômeda) e um pretendente concorrente, Fíneas, primo de Andrômeda. Por fim, ele a usou contra o rei Polidectes. Quando Perseu voltou à corte do rei, Polidectes perguntou se ele tinha a cabeça da Medusa. Perseus respondeu "aqui está" e segurou-o no alto, transformando toda a corte em pedra.